# انويرات الواد (سيدي قاسمحروش)
انويرات الواد هو دُوَّار يقع بجماعة انويرات، إقليم سيدي قاسم، جهة الرباط سلا القنيطرة في المملكة المغربية. ينتمي الدوّار لمشيخة سيدي قاسمحروش التي تضم 9 دواوير. يقدر عدد سكانه بـ 826 نسمة حسب الإحصاء الرسمي للسكان والسكنى لسنة 2004.

## روابط خارجية
- البوابة الوطنية للجماعات الترابية
- المندوبية السامية للتخطيط